# A Splendid Hazard
A Splendid Hazard er en amerikansk stumfilm fra 1920 af Allan Dwan.

## Medvirkende
- Henry B. Walthall som Karl Breitman
- Rosemary Theby som Hedda Gobert
- Norman Kerry som John Fitzgerald
- Ann Forrest som  Laura Killigrew
- Hardee Kirkland
- Thomas Jefferson som Dr. Ferraud
- Philo McCullough som Arthur Cathewe
- J. Jiquel Lanoe som Jiquel Lanoe
- Joseph J. Dowling som Joseph Dowling